# ベツレヘムの人口調査
『ベツレヘムの人口調査』（ベツレヘムのじんこうちょうさ、蘭: Volkstelling te Bethlehem, 英: The Census at Bethlehem）は、フランドルの画家ピーテル・ブリューゲルにより1566年に描かれた油彩画である。ベルギー・ブリュッセルのベルギー王立美術館に収蔵されている。『ベツレヘムの戸籍調査』とも。

## 作品
ベルギー北部のフランドル地方にある冬の農村で、同地を支配していたスペイン・ハプスブルク家によって人口調査が行われ、人々が税金を取り立てられている様子が描かれている。時刻は、日没が間近に迫った、夕暮れの薄暗くなった頃である。
画面前景の中央やや右寄りで、青色がかったマントを身にまとい、ロバの背に乗っている妊娠した女性は聖母マリアであり、大きな茶色の帽子を被り、大工であることを示すのこぎりをかつぎ、ロバを引いている男性は夫のヨセフである。ヨセフが指さす方向に建っている居酒屋が、臨時の税金徴収所になっている。軒先から下がっている氷柱とリースの間の壁に、ハプスブルク家の紋章である双頭の鷲が掲示されている。
人口調査を受けるために、ヨセフがイエスを懐妊したマリアをロバに乗せてベツレヘムにやって来て、同じ目的で集まった人々の群れの中に加わろうとしている。これは、新約聖書の『ルカによる福音書』の中にみられる一節である。ブリューゲルは、新約聖書の世界を、彼が生きた時代のフランドルを舞台に展開させたのである。居酒屋の前には、当時の農村で冬に習慣的に行われていた、豚の食肉処理の様子が描かれている。

## 評価
西南学院大学の井口正俊は、「ブリューゲルの絵画世界は、世界が全体として存在するから、『ベツレヘムへの人口調査』に向かう『マリアとヨゼフの物語』が特殊な意味を持っているのだ、というように反転して描かれているのである」「主題が日常性の中で相対化された出来事として描かれることによって、主題が遠隔化されながら、生き続けているのだ」と述べている。